# هيريفو
هيريفو (بالبلغارية: Хирево)‏ قرية تقع إدارياً ضمن Sevlievo ‏ في بلغاريا. ويبلغ عدد سكانها 174 نسمة حسب تعداد 15 مارس 2015. تعتمد هيريفو للبريد على الرمز البريدي 5451 وللاتصالات على رمز الاتصال الهاتفي المحلي 06732.